# 飯田稔
飯田 稔（いいだ みのる）は、日本の法学者。専門は憲法学。亜細亜大学法学部教授。

## 人物
中央大学大学院法学研究科博士後期課程単位取得満期退学。明海大学不動産学部助教授、亜細亜大学法学部助教授を経て、2010年現在、法学部教授。研究以外では亜細亜大学女子陸上競技部の部長を務める。

## 略歴

### 学歴
- 1983年03月 - 中央大学法学部卒業
- 1986年03月 - 法学修士（中央大学）
- 1990年　- 中央大学大学院法学研究科

### 職歴
- 1990/04～1992/03 - 中央大学法学部兼任講師
- 1992/04～1997/03 - 明海大学不動産学部専任講師
- 1993/04～　- 中央大学法学部兼任講師
- 1993/04～1997/03 - 神田外語大学外国語学部非常勤講師
- 1997/04～2004/03 - 明海大学不動産学部 助教授
- 2001/04～ - 中央大学大学院法学研究科兼任講師
- 2001/04～2004/03 - 明海大学大学院不動産学研究科助教授兼担
- 2005/04～ - 亜細亜大学法学部

## 著作
- 『法学部生のための選択科目ガイドブック』  （共著）  2011/04
- 『新・スタンダード憲法［第３版］』  （共著）  2010/04
- 『新・スタンダード憲法［改訂版］』  （共著）  2008/01
- 『よくわかる憲法』  （共著）  2006/05
- 『新・スタンダード憲法（補訂版）』  （共著）  2005/04
- 『新・スタンダード憲法』  （共著）  2003/04
- 『ドイツの憲法裁判』  （共著）  2002/10
- 『スタンダード憲法（改訂版）』  （共著）  1998/04
- 『スタンダード憲法』    1995/04
- 『憲法詳論』  （共著）  1989/05

## 社会における活動
- 1995/07～1995/11 - 浦安市公文書公開制度懇話会 委員
- 1996/10～ - 浦安市個人情報保護審議会 委員
- 1996/10～2002/10 - 浦安市公文書公開審査会 委員
- 2002/11～ - 浦安市情報公開審査会 委員
- 2003/04～2006/03 - 大学入試センター試験問題作成部会（政治・経済）委員